# Sommatieregel

Een vierkant met als zijde een driehoeksgetal, hier 1+2+3+4+5, kan opgedeeld worden in hele en halve vierkanten waarvan de oppervlakten de derde machten van de betrokken getallen zijn

In de getaltheorie is de sommatieregel of de stelling van Nicomachus de eigenschap dat de som van de eerste {\displaystyle n} kubusgetallen gelijk is aan het kwadraat van het {\displaystyle n}-de driehoeksgetal. Uitgedrukt in een formule:
{\displaystyle \sum _{i=1}^{n}i^{3}={\Bigl (}\sum _{i=1}^{n}i{\Bigr )}^{2}}

## Voorbeelden
- {\displaystyle 1^{3}+2^{3}=1+8=9=(1+2)^{2}}
- {\displaystyle 1^{3}+2^{3}+3^{3}+4^{3}=1+8+27+64=100=(1+2+3+4)^{2}}

## Geschiedenis
Veel wiskundigen hebben in de loop der tijd deze identiteit bestudeerd en op allerlei manieren bewezen. Pengelley (2002) vindt referenties in meerdere oude wiskundige teksten: het werk van Nicomachus uit Gerasa (Jerash in het huidige Jordanië) in de eerste eeuw na Christus, van Aryabhata in India in de vijfde eeuw en van Al-Karaji rond het jaar 1000 in Perzië. Bressoud (2004) noemt nog meer vroeg werk aan deze formules, in het bijzonder door Alchabitius (10e eeuw, Arabië), Gersonides (rond 1300, Frankrijk) en Nilakantha Somayaji (rond 1500, India). Hij heeft Nilakantha's visuele bewijs gereproduceerd.

## Numerieke waardes, meetkundige interpretaties
De eerste veertien termen van de rij van gekwadrateerde driehoeksgetallen zijn:
0, 1, 9, 36, 100, 225, 441, 784, 1296, 2025, 3025, 4356, 6084, 8281
Deze getallen kunnen worden opgevat als figuratieve getallen: een vier-dimensionale, hyperpyramidale generalisatie van de driehoeksgetallen en kwadratische pyramidegetallen.
Stein heeft in 1971 opgemerkt dat deze getallen gelijk zijn aan het aantal rechtopstaande rechthoeken die passen in een n×n vierkant rooster. Bijvoorbeeld, de punten in een rooster van 4×4 kunnen 36 verschillende rechthoeken vormen. Op eenzelfde manier is het aantal vierkanten in het rooster gelijk aan het kwadratische pyramidegetal.

## Bewijzen
Wheatstone (1854) geeft een bijzonder eenvoudige afleiding door elk kubusgetal in de som uit te schrijven tot een aantal opvolgende getallen:
1 + 8 + 27 + 64 + 125 + ...
  = (1) + (3 + 5) + (7 + 9 + 11) + (13 + 15 + 17 + 19) + (21 + 23 + 25 + 27 + 29) + ...
  = 1 + 3 + 5 + 7 + 9 + 11 + 13 + 15 + 17 + 19 + 21 + 23 + 25 + 27 + 29 ...
De som van elke rij opeenvolgende oneven getallen vanaf 1 is een kwadraat, en wel precies het kwadraat van het aantal oneven getallen waarover gesommeerd wordt. Dat laatste is te zien als een som van de vorm 1+2+3+4+...+n.
In meer recente wiskundige literatuur gebruikt Stein in 1971 de rechthoek-tel interpretatie van deze getallen voor een meetkundig bewijs (zie Benjamin et al.). Hij laat zien dat het ook makkelijk te bewijzen is door inductie - wat geen nieuwe inzichten oplevert - en stelt dat Toeplitz (1963) een interessant oud-Arabische bewijs heeft. Kanim (2004) geeft een volledig visueel bewijs, Benjamin en Orrison (2002) geven er nog twee, en Nelsen (1993) geeft zeven meetkundige bewijzen.

## Generalisaties
Een gelijkaardig resultaat betreft alle sommen van machten: alle sommen van oneven machten zijn gelijk aan een polynoom van driehoeksgetallen. Deze worden Faulhaberpolynomen genoemd. De sommatieregel is het meest simpele en meest elegante voorbeeld van zo'n polynoom.
Meer resultaten zijn te vinden in het werk van Stroeker (1995), Garrett en Hummel (2004), en Warnaar (2004).